# Do or Die (filme de 1991)
Do or Die (Brasil: Linha de fogo; Portugal: Luta ou Morre) é um filme de ação de 1991, estrelado por Cynthia Brimhall, Pat Morita e Erik Estrada. Foi dirigido, escrito e produzido por Andy Sidaris.

## Sinopse
Duas belas agentes especiais dos Estados Unidos recebem uma missão do chefe de uma agência oriental. O objetivo é caçar os assassinos marcados pelo chefe e matá-los. Depois de juntarem reforços e formaram uma equipe de oito pessoas, o grupo se divide em quatro, cada um formado por um par de um garoto e uma garota.

## Elenco
- Pat Morita	 .... 	Kaneshiro
- Erik Estrada	.... 	Richard Estevez
- Dona Speir	.... 	Donna Hamilton
- Roberta Vasquez	.... 	Nicole Justin
- Bruce Penhall	.... 	Bruce Christian
- Cynthia Brimhall	.... 	Edy Stark
- William Bumiller	.... 	Lucas
- Michael J. Shane	.... 	Shane Abeline
- Pandora Peaks	.... 	Atlanta Lee